# Trois Filles nues dans l'île de Robinson
Pour plus de détails, voir Fiche technique et Distribution.
Trois Filles nues dans l'île de Robinson (Robinson und seine wilden Sklavinnen) est un film érotique franco-allemand coécrit et réalisé par Jesús Franco (crédité comme Frank Hollmann), sorti en 1972.

## Synopsis
Préparateur en pharmacie, Robinson Smith vit sous la domination de son épouse, charmante mais acariâtre, et de sa belle-mère castratrice. Il rêve d'une île du Pacifique où des femmes sublimes l'envieraient comme il se doit. Après avoir présenté un gaz susceptible de supprimer la toxicité des pots d'échappement des voitures à une importante compagnie pétrolière, mais qui ne s'avère être qu'un puissant soporifique, Robinson décide de tout quitter pour s'embarquer seul vers son île de rêve, en compagnie de son chimpanzé et de son perroquet. 
Aussitôt arrivé, il est littéralement violé par deux jolies jeunes femmes, Samantha et Pepper. Une troisième beauté les rejoint : il s'agit de Linda, une superbe créature que Robinson a tiré d'un mauvais pas avant de quitter la civilisation. Traquées par une tribu de sauvages cannibales, Samantha, capable de parler leur langue, leur annonce que Robinson est un Dieu. Grâce à ses notions de médecine, il sauve la vie du chef Yakube, l'opérant de l'appendicite. La vie reprend sereinement sur l'île et Robinson semble enfin être heureux. Jusqu'à l'arrivée de sa femme, de sa belle-mère et du directeur de la compagnie pétrolière. Alors que ce dernier souhaite acheter le brevet du produit miracle de Robinson, qui allie à ses vertus soporifiques un pouvoir anti-polluant, les deux femmes oublient leurs rancœurs envers Robinson. La belle-mère tombe amoureuse de Yakube tandis que sa femme devient sa quatrième concubine. Il est désormais père de trois ravissants bébés...

## Fiche technique
- Titre original : Robinson und seine wilden Sklavinnen
- Titre français : Trois Filles nues dans l'île de Robinson
- Réalisation : Jesús Franco (crédité comme Frank Hollmann)
- Scénario :  Artur Brauner (crédité comme Art Bernd), Ken Globus et Jesús Franco
- Musique : Daniel White et Bruno Nicolai
- Photographie : Gérard Brisseau
- Production :  Robert de Nesle et Artur Brauner
- Sociétés de production et distribution : Teleciné Film (RFA) et Comptoir Français du Film Production (France)
- Pays d'origine :  Allemagne de l'Ouest,  France
- Langue originale : français
- Format : couleur
- Genre : aventures
- Durée : 80 minutes
- Date de sortie : 
  -  France : 11 octobre 1972

## Distribution
- Yehuda Barkan : Robinson Smith
- Andrea Rau : Linda
- Anne Libert : Samantha
- Ingeborg Steinbach : Pepper
- Ruth Gassmann : Angel Smith
- Herbert Weissbach : le pharmacien
- Linda Hastreiter : la cliente de la pharmacie
- Paul Müller : le directeur de la compagnie pétrolière
- Max Nosseck : un client de la pharmacie
- Howard Vernon : Yakube / un acteur dans le film pour adultes / l'assistant du réalisateur
- Irene D'Astrea : la belle-mère
- Gustavo Re : Lascius
- Jesús Franco : le réalisateur (non crédité)